# Židovská radnice v Kroměříži
Budova bývalé Židovské radnice (hebrejsky bejt ha-am) v Kroměříži se nachází v Moravcově ulici č.p. 259 v blízkosti centra města. Je chráněna jako nemovitá Kulturní památka České republiky pod číslem 33532/7-6009.

## Historie domu

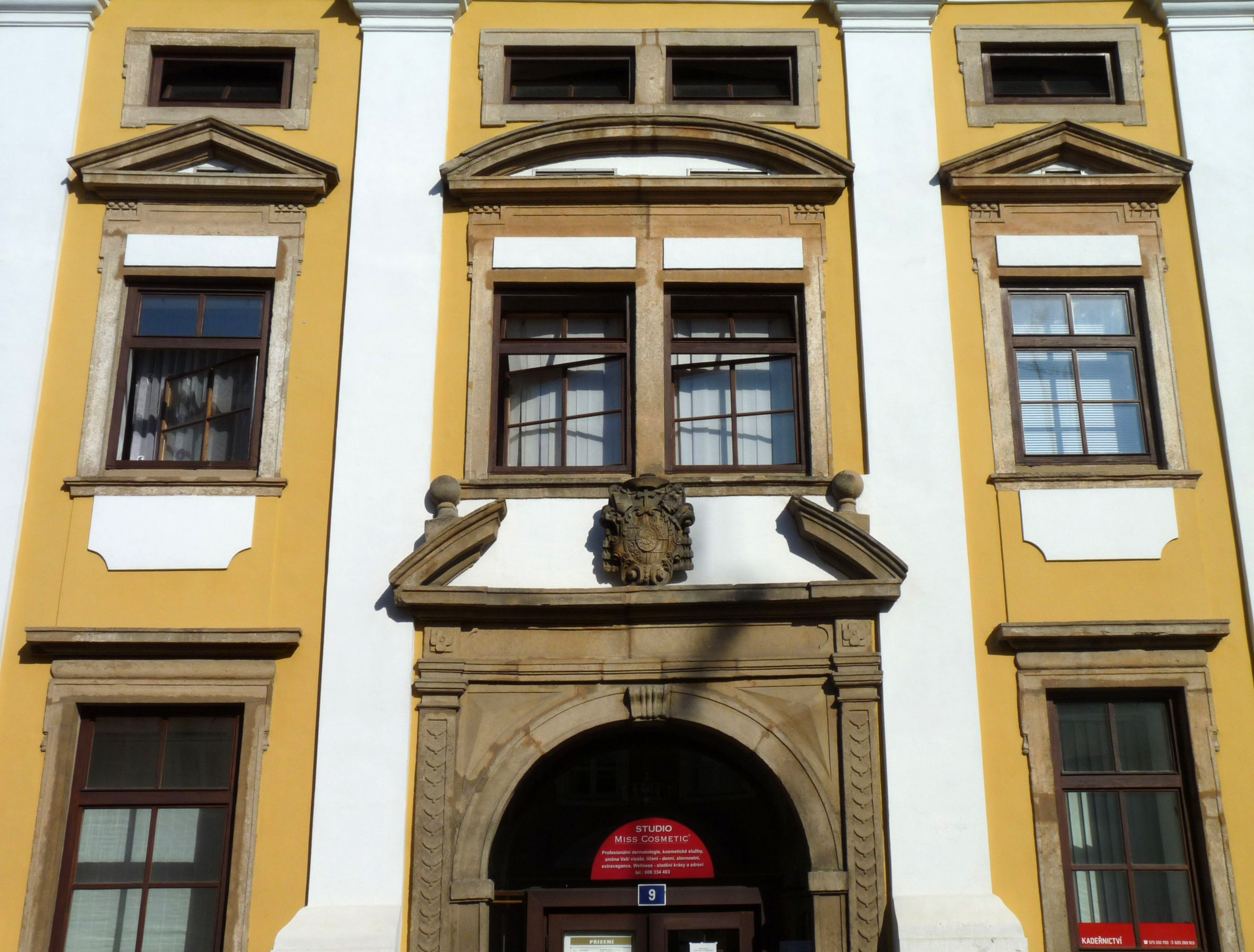
Detail průčelí s pilastry a znakem kardinála Wolfganga Hannibala von Schrattenbach

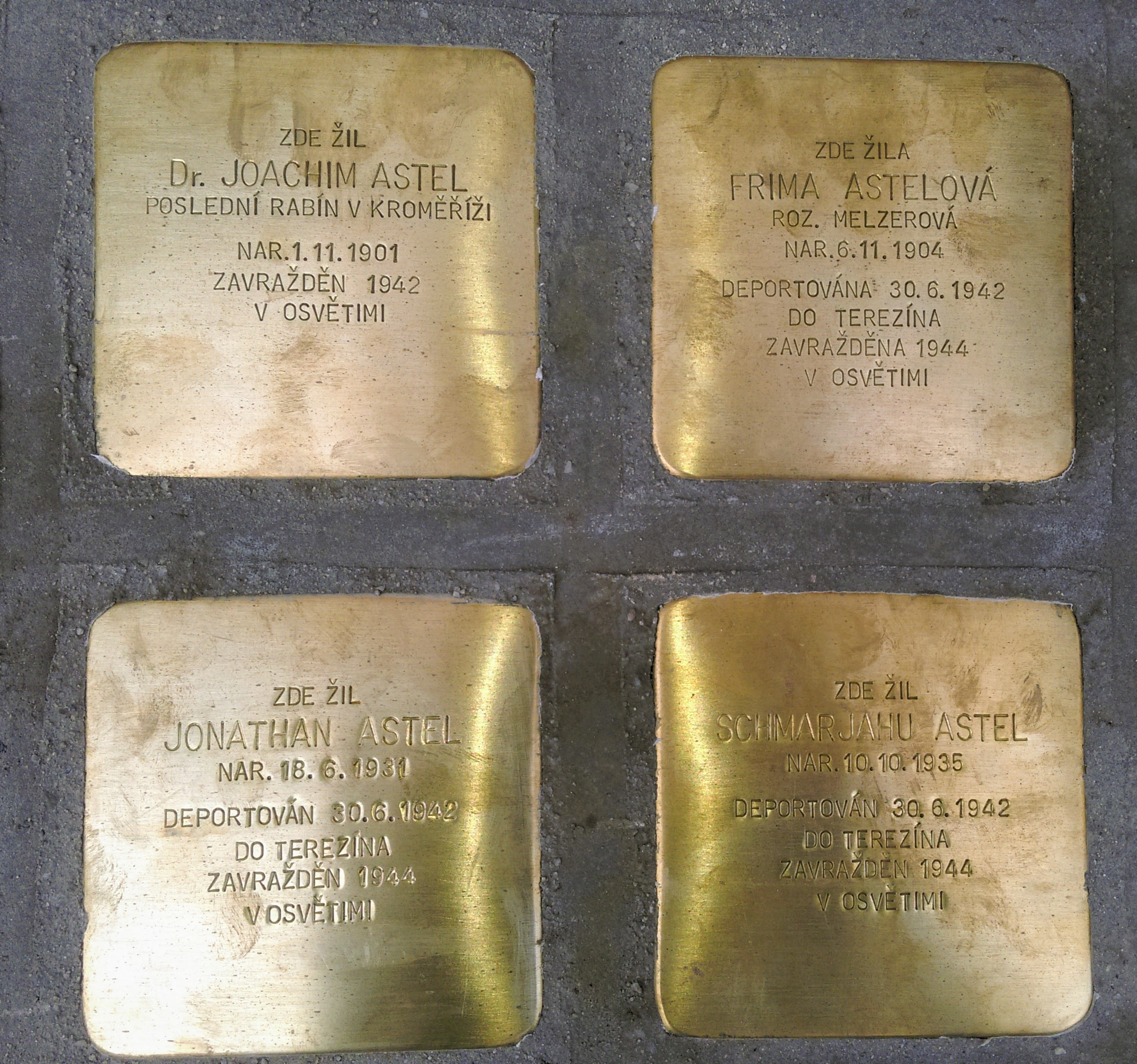
Kameny zmizelých před vchodem

Barokní budova byla postavená Židům za věrné služby v období po třicetileté válce (tragický osud kroměřížských Židů během třicetileté války barvitě líčí Kroměřížská selicha) biskupem Karlem Lichtenštejnem v letech 1687-88, snad podle plánů italského stavitele Giovanniho Pietra Tencally. Má architektonicky významné průčelí členěné pilastry. Přízemí je zaklenuto valenou klenbou. Nad vchod, opatřeným portálem, byl v prvních desetiletích 18. století zasazen pískovcový znak kardinála Wolfganga Hannibala von Schrattenbach. Bývalo zde středisko židovské obce od dávných dob. Král Jan Lucemburský povolil již v roce 1322 biskupu Konrádovi, aby usadil na svém zboží jednoho žida lichevního. Tím bylo v českých zemích poprvé překročeno tzv. židovské právo, dle kterého mohli Židy (servi camerae regiae) ve svých městech držet pouze králové. Když v roce 1606 dal kardinál František z Ditrichštejna kroměřížským židům výsadní listinu, bylo tu už 21 židovských domů i se špitálem, později 35 domů a v každém několik rodin. V ghettu byla i synagoga a židovský hřbitov. Moravcova ulice původně Velká Židovna (pojmenovaná podle Františka Moravce (1734–1814) historika a profesora kroměřížského piaristického gymnázia) tvořila spolu s dnešní Tylovou ulicí původně Malou Židovnou, později ulicí Svatomichalskou a částí ulice Farní židovské ghetto oddělené od křesťanské části města separační zdí (její část stále stojí na Riegrově náměstí u kostela Nanebevzetí Panny Marie). Když bylo v roce 1849 zrušeno výjimečné postaveni Židů, začaly se rodiny stěhovat i do vnitřního města, na náměstí, do přilehlých hlavních ulic. Téměř sto let (až do roku 1880) byla v budově i židovská škola (v roce 1947 při generální visitaci visitoval kardinál Maxmilián Josef Sommerau-Beckh také židovskou školu a židé mu vystavěli slavnostní bránu) a rituální lázeň. V letech 1974–1980 byla budova rekonstruována a sídlil zde Školský úřad, poté Okresní kulturní středisko. V současné době je budova v soukromém vlastnictví.
Dějiny židovské obce v Kroměříži vylíčil rabín dr. Adolf Frankel-Grün (1847 Uherský Brod-1916 Kroměříž) v knize Geschichte der Juden in Kremsier (Dějiny Židů v Kroměříži), která vyšla ve Vratislavi v roce 1896. Život v kroměřížském ghettu věrně popisuje ve svých povídkách i zdejší rodák, německy píšící židovský publicista Max Grünfeld (1856-1933), pravidelně přispívající do časopisu Zeitschrift für die Geschichte der Juden in der Tschechoslowakei (česky Časopis pro dějiny Židů v Československu). Knihy jeho povídek vyšly v 90. letech 19. století pod názvy Mährische Dorfjuden (česky Příběhy z kroměřížského ghetta, Olomouc, Votobia 1997), Die Leute des Ghetto (česky Lidé ghetta, Olomouc, Votobia 2000) a Leben und Lieben im Ghetto (česky Život a láska v ghettu, Brno, Tribun EU 2009).
V roce 2017 byla budova rekonstruována a 6. listopadu 2017 byly před vchodem do budovy instalovány čtyři kameny zmizelých připomínající rodinu posledního židovského rabína Joachima Astela (1. 11. 1901 Přemyšl – 24. 6. 1942 Osvětim).